# Сисери, Пьер
Пьер-Люк-Шарль Сисери́ (фр. Pierre-Luc-Charles Cicéri; 17 августа 1782, Сен-Клу — 22 августа 1868, Сен-Шерон) — французский театральный декоратор, сценограф, рисовальщик и акварелист.

## Жизнь и творчество

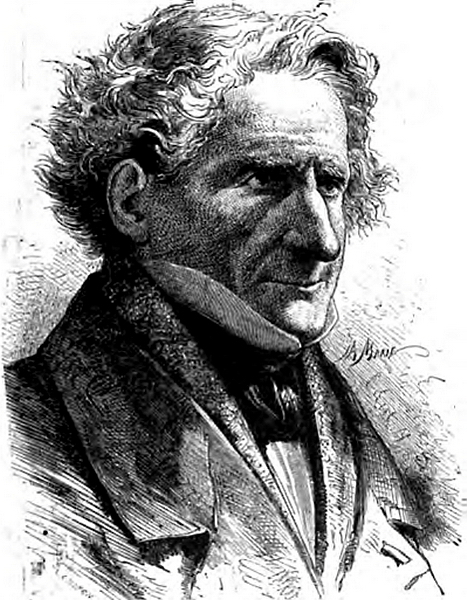
П.-Ш. Сисери. Литография по фотографии Надара (справа) для журнала «Vie parisienne». 1900

Пьер-Люк-Шарль Сисери (по-итальянски: Чичери) происходит из итальянской семьи, родом из Милана, члены которой занимались галантерейной торговлей. Его родители переехали во Францию, чтобы поселиться в Сен-Клу, где он родился. Затем его отец открыл мастерскую по производству очков в Пале-Рояле в Париже. Юноша проявил способности к музыкальным занятиям. В четырнадцать лет он прекрасно играл на скрипке и был нанят в театр теней Доминика Серафина, для которого он один обеспечивал всю музыкальную партию. Его друг Жан Эллевиу, заметивший его красивый тенор, познакомил его с Музыкальной консерваторией. Пьер совершенствовал свои навыки несколько лет, пока не попал в уличную катастрофу: его сбил автомобиль и оставил калекой. Пьеру пришлось отказаться от пения.
С 1802 года он учился рисованию у архитектора Франсуа-Жозефа Беланже, затем, в 1806 году, увлёкся сценическими декорациями в мастерских Парижской оперы. Его талант и художественный вкус стали причиной его назначения в 1810 году художником-декоратором, а затем в 1818 году главным декоратором Оперы, где он проработал тридцать два года.
С 1822 года Cисери руководил художниками-декораторами Парижской оперы и приобрёл европейскую репутацию, поскольку произвёл революцию в этом виде искусства. Он работал вместе с художниками, которые способствовали обновлению сцены, такими как Ало Старший, который создал в 1821 году новый театр под названием «Panorama-Dramatique».
Важным было его сотрудничество с Луи-Жаком Дагером, учеником Игнаса Деготти. Они извлекают выгоду из вклада диорамы и циклорамы. Оба изобретения уже использовались, но представляли собой независимые диковинки. Декораторы применили эти изобретения в постановках опер «Пророк» Мейербера «Моисей» Россини. Большой новинкой является газовое освещение Филиппа Лебона с его «термолампой» 1785 года, которое постепенно заменяет масляные лампы в театрах.
Пьер Сисери был автором приблизительно трёхсот сценических декораций. В 1810 году он по заказу короля Вестфалии Жерома Бонапарта подготовил эскизы для Большого театра в Касселе и на следующий год — к годовщине королевства, за что был награждён орденом Вестфальской короны.
Среди работ художника — сценические декорации для таких известных театральных и оперных постановок, как Спящая красавица в парижском Королевском музыкальном театре (1825), в 1828 году — «Немая из Портичи» Франсуа Обера, в 1829 году — «Вильгельм Телль» Дж. Россини. В 1831 он создал художественное оформление оперы Джакомо Мейербера Роберт-Дьявол, в 1835 году — для оперы Фроманталя Галеви «Жидовка», в 1841 году — балета Адольфа Адана Жизель, в 1849 году — оперы «Пророк» Мейербера, в 1860 году — оперы Моисей в Египте Россини и др.
В 1829 году Сисери оформил постановку пьесы А. Дюма-отца «Генрих III», позднее — спектакли по произведениям Альфреда де Виньи, Теофиля Готье, Виктора Гюго (Эрнани).
Сисери был мастером акварели и литографии. Свои работы он регулярно показывал в Парижском салоне в 1827, 1831 и 1839 годах.
Заслуги Сисери в области театрального искусства неоднократно отмечались. Он был награждён орденом Почётного легиона, занимал должность инспектора императорских театров, был членом Королевской академии искусств в Копенгагене.
Сын Пьера — Эжен Сисери также стал художником.

## Галерея

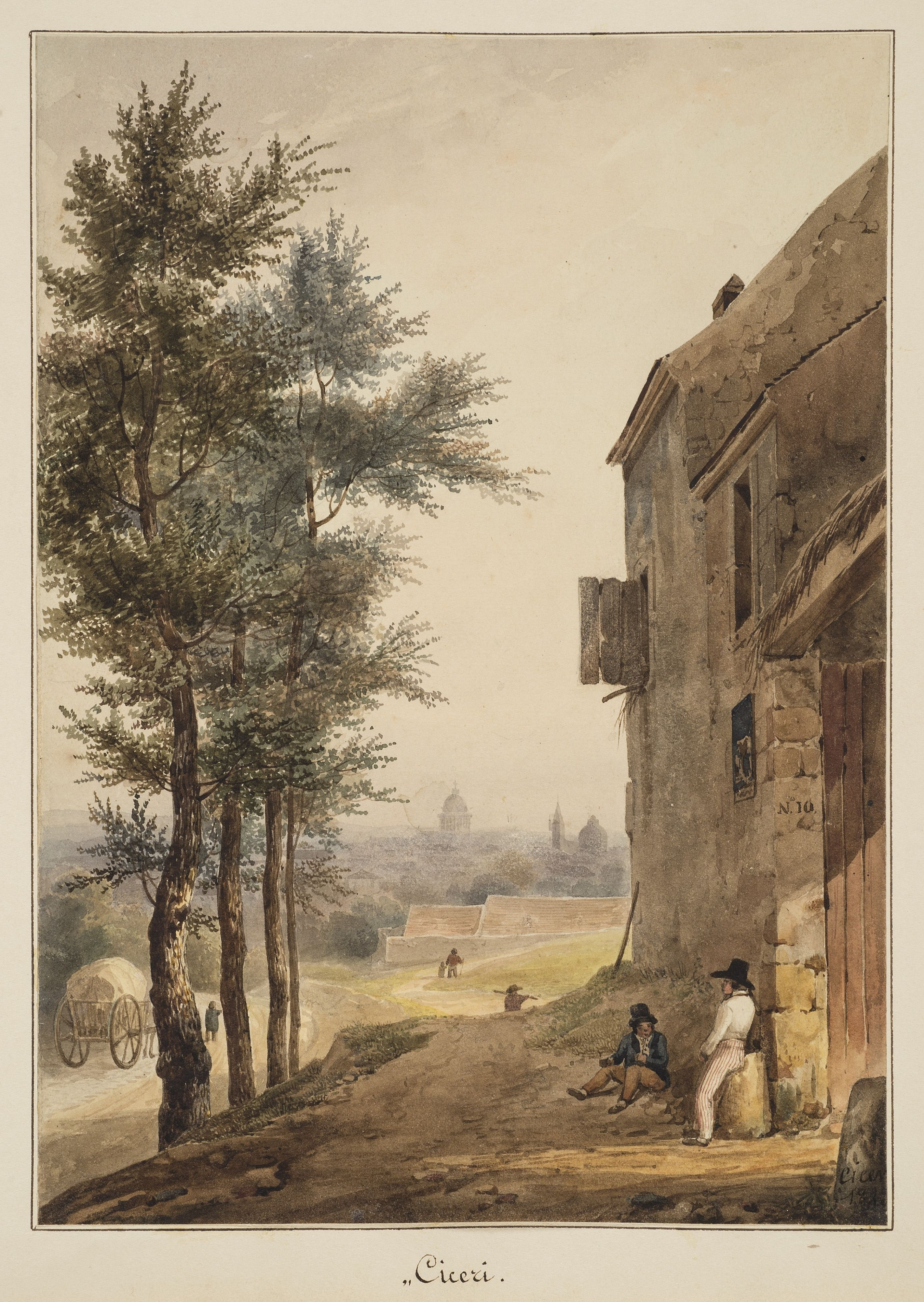
Вид сельской местности в окрестностях Парижа. 1825. Бумага, акварель. Частное собрание
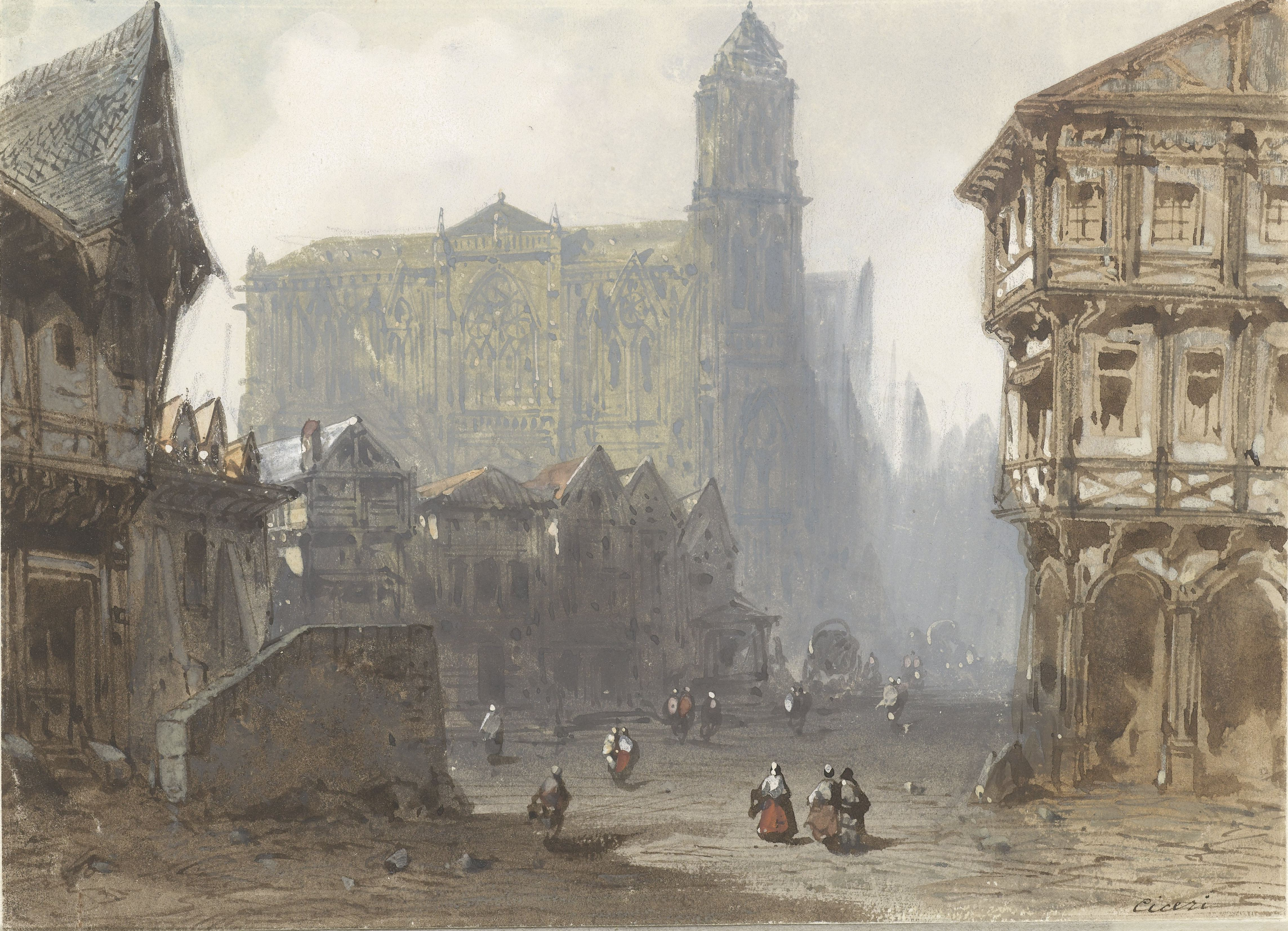
Старая рыночная площадь в Руане. Между 1792 и 1868. Бумага, акварель, гуашь. Рейксмюсеум, Амстердам
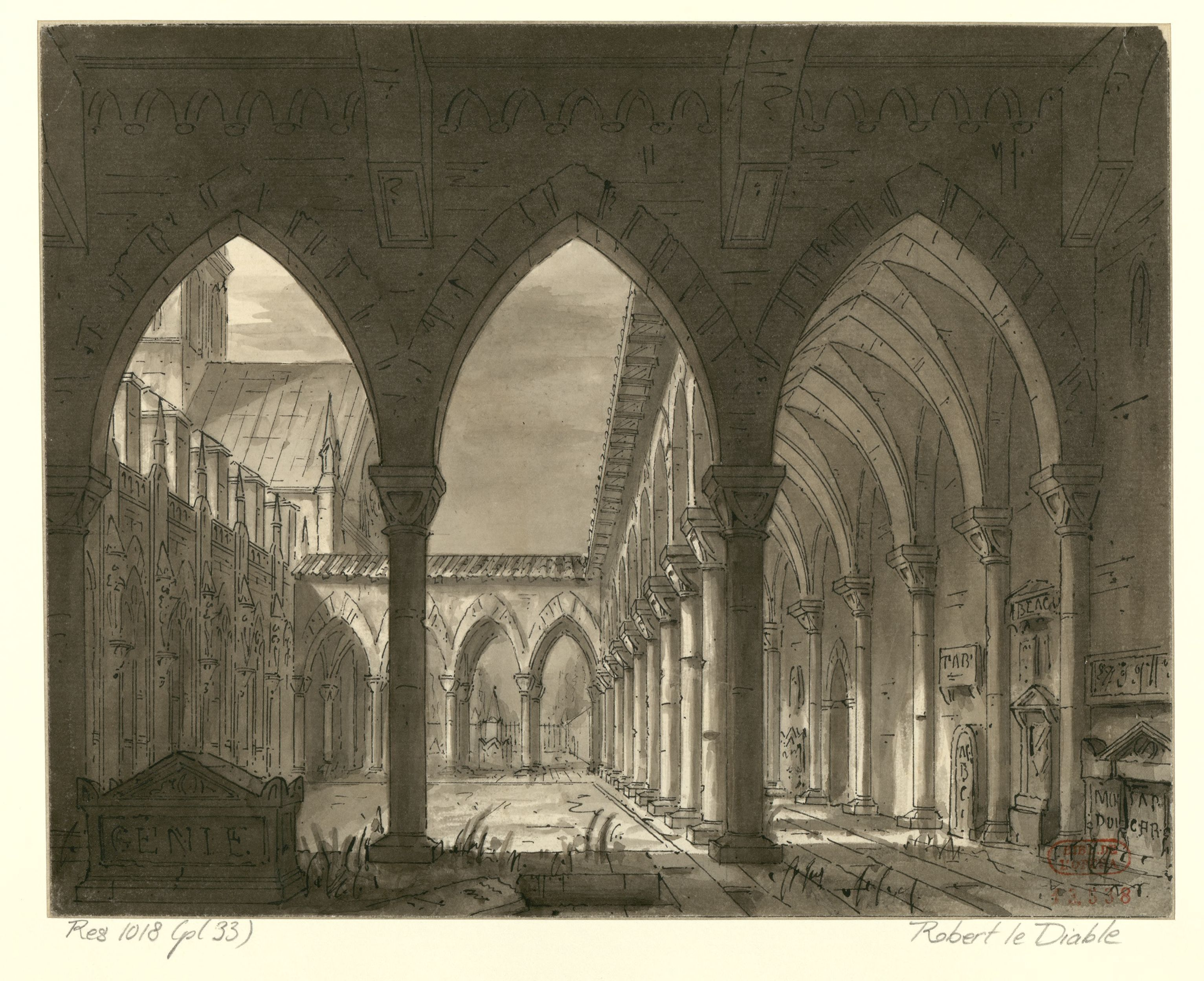
Эскиз декорации к постановке оперы Дж. Мейербера «Роберт-Дьявол». 1831. Бумага, тушь, перо, кисть. Национальная библиотека Франции, Париж
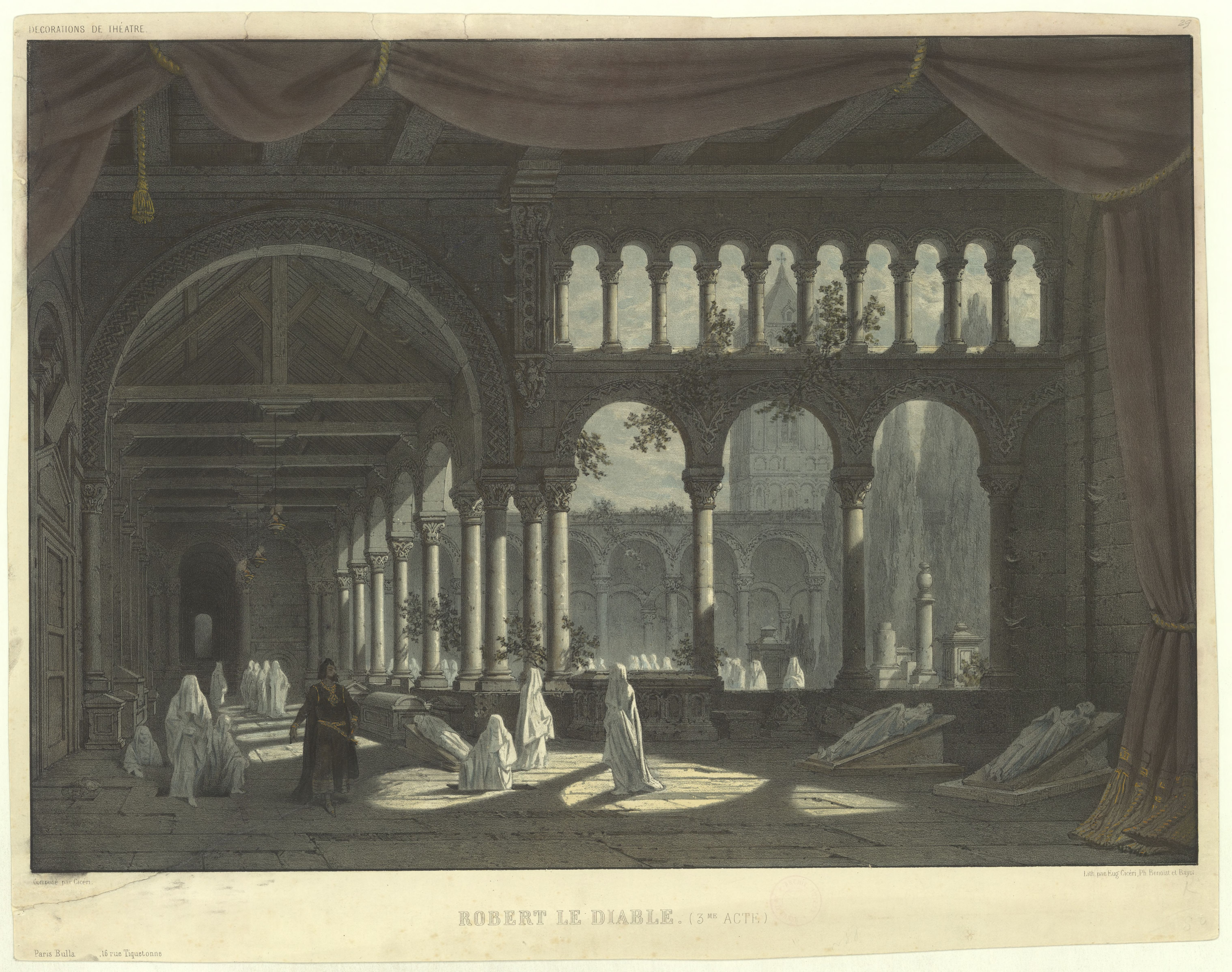
Эскиз декорации к III акту постановки оперы Дж. Мейербера «Роберт-Дьявол». 1831. Бумага, тушь, перо, кисть. Национальная библиотека Франции, Париж
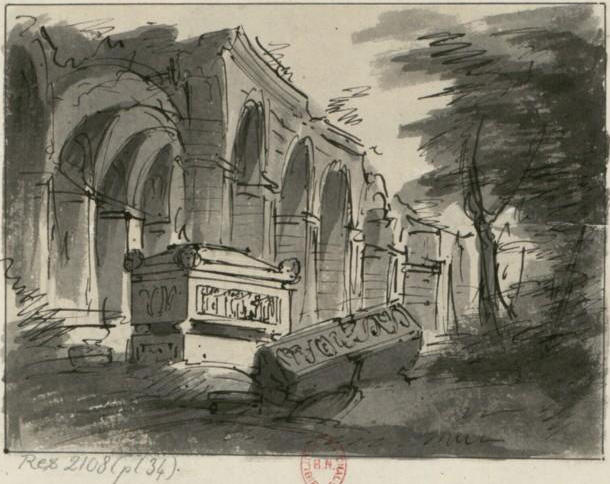
Набросок декорации к той же постановке
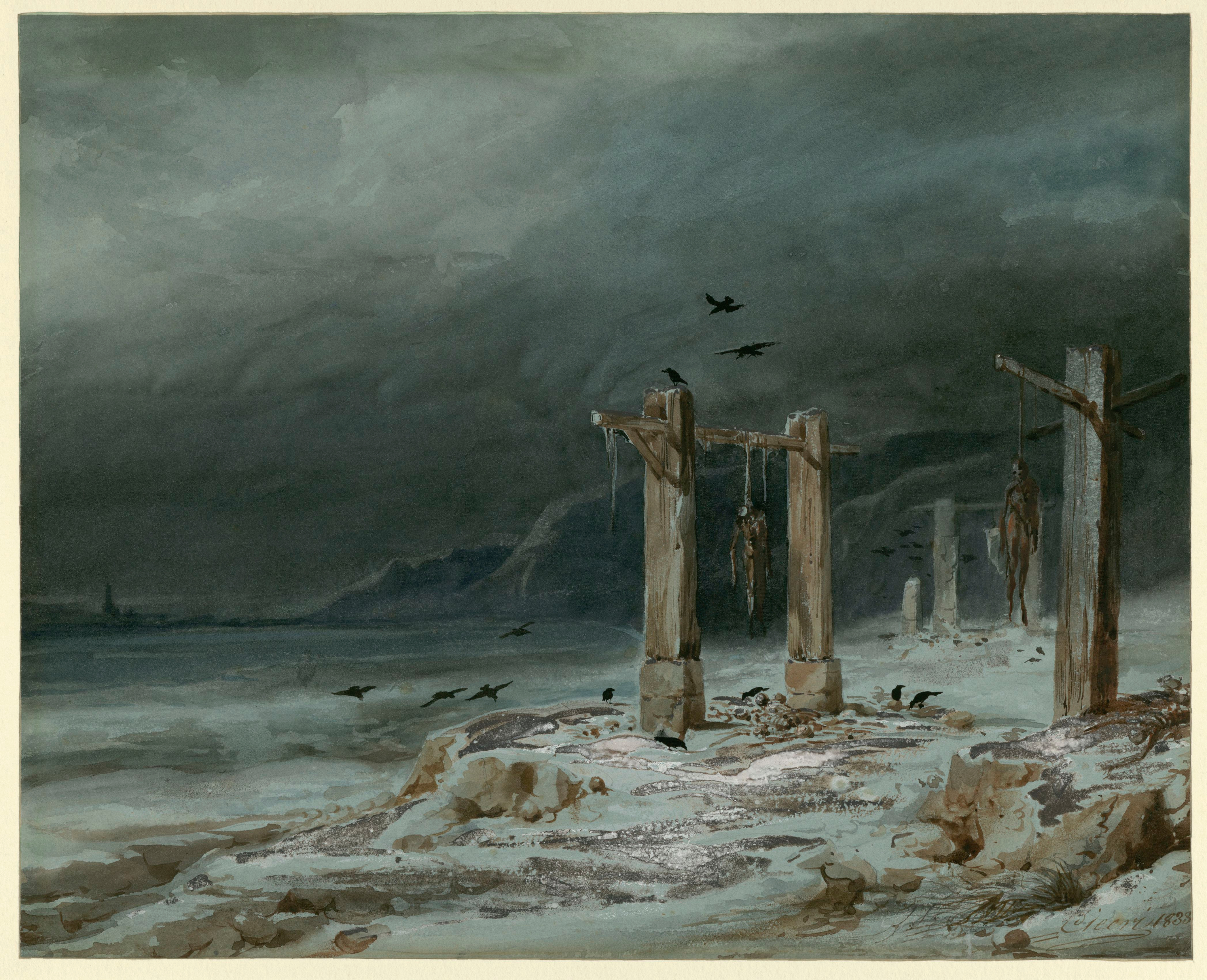
Эскиз декорации к III акту премьерной постановки оперы Д. Обера «Густав III или Бал-маскарад». 1833. Картон, акварель, гуашь
Оформление праздничного представления к дню рождения короля Вестфалии Жерома Бонапарта в Касселе. 1811. Бумага, тешь, перо, кисть, акварель. Музей искусств, Кливленд, США